# Лемеза (Башкортостан)
Лемеза́ (баш. Ләмәҙе) — деревня в Иглинском районе Башкортостана, входит в состав Улу-Телякского сельсовета.
С 2005 современный статус, с 2007 — современное название.

## Название
Название деревне дано по реке Лемезе.

## История
Поселение появилось при строительстве железной дороги. В селении жили семьи тех, кто обслуживал инфраструктуру разъезда.
Преобразован в деревню согласно Закону Республики Башкортостан от 20 июля 2005 года, N 211-з «О внесении изменений в административно-территориальное устройство Республики Башкортостан в связи с образованием, объединением, упразднением и изменением статуса населенных пунктов, переносом административных центров», ст.1, вместе с другими населёнными пунктами при железнодорожных объектах:

8. Отнести следующие поселения к категории сельских населенных пунктов, установив тип поселения — деревня:

3) в Иглинском районе:
а) поселение железнодорожная будка 1719 км Красновосходского сельсовета;

б) поселение железнодорожная будка 1712 км Красновосходского сельсовета;

в) поселение железнодорожная будка 1688 км Надеждинского сельсовета;

г) поселение железнодорожная будка 1705 км Улу-Телякского сельсовета;

д) поселение железнодорожная будка 1708 км Улу-Телякского сельсовета 
До 10 сентября 2007 года называлась, согласно Постановлению Правительства РФ от 10 сентября 2007 г. N 572 «О присвоении наименований географическим объектам и переименовании географических объектов в Республике Адыгея, Республике Башкортостан, Ленинградской, Смоленской и Челябинской областях» деревней Железнодорожная будка 1708 км.
Переименование на федеральном уровне прошло массово:

В соответствии с Федеральным законом «О наименованиях географических объектов» Правительство Российской Федерации постановляет:

переименовать в Республике Башкортостан:

в Иглинском районе — деревню Госпитомник в деревню Ягодная, село разъезда Казаяк в село Казаяк, деревню железнодорожная будка 1688 км в деревню Старая Кудеевка, деревню железнодорожная будка 1705 км в деревню Высокая, деревню железнодорожная будка 1708 км в деревню Лемеза, деревню железнодорожная будка 1712 км в деревню Рассвет, деревню железнодорожная будка 1719 км в деревню Малая Ашинка

## Население
| 2002 | 2009 | 2010 |
| ---- | ---- | ---- |
| 29   | ↘20  | ↗24  |